# Charles Dance
Walter Charles Dance OBE, född 10 oktober 1946 i Redditch, Worcestershire, är en brittisk skådespelare och regissör.

## Biografi
Charles Dance föddes i Redditch och var den yngsta sonen till Eleanor Marion, en kock och Walter Dance, en ingenjör och sergeant som var med i Andra boerkriget. Hans far var 70 år gammal när Charles föddes och dog när han var 4 år gammal. Han hade tre halvsyskon. Han växte upp i Plymouth och gick även i skolan där. Han studerade grafisk design och foto på Plymouth College of Art och De Monthfort College.
Dance blev medlem av Royal Shakespeare Company 1975 och var med i flertalet av deras produktioner innan han slutade omkring 1979. Sin TV-debut gjorde han med ett avsnitt i Father Brown (1974). Flera mindre roller följde tills han fick sitt genombrott i rollen som Guy Perron i TV-serien Juvelen i kronan (1984). Innan dess hann han också med sin debut på den stora duken genom att spela hantlangaren Claus i Bondfilmen Ur dödlig synvinkel (1981). Charles Dance är unik inom James Bond-sammanhang då han både spelat skurk i en film och Bonds skapare, Ian Fleming i serien Goldeneye: The Secret Life of Ian Fleming (1989). Han tackade däremellan också nej till att göra en audition för att ta över rollen som James Bond.
Dance har spelat i en lång rad TV-serier däribland Edward the Seventh (1975), Fantomen på Stora operan (1990), Rebecca (1997), Randall & Hopkirk (2000), Foyle's War (2002) och Bleak House (2005). För den sistnämnda fick han en Emmy-nominering för bästa manliga skådespelare. Året innan gjorde han sin regidebut som filmregissör med dramafilmen Lavendelflickorna (2004) som hade Maggie Smith och Judi Dench i huvudrollerna. Han fick sedan ett brett genomslag igen 2011, när han spelade Tywin Lannister i HBO-serien Game of Thrones. Serien blev en av de serier med flest tittare, och rankas på flera filmsidor som en av de bästa TV-serierna. Serien har också rekord på flest (59 st) vunna Emmys.
Dance har också synts i en rad kritikerrosade filmer som Michael Collins (1996), Gosford Park (2001), The Imitation Game (2014), Mank (2020) och The King's Man (2021). Han är också uppskattad för sina insatser i The Golden Child (1986), Alien 3 (1992), Den siste actionhjälten (1993), Dracula Untold (2014), Ghostbusters (2016) och Godzilla: King of the Monsters (2019). Han blev också hyllad för sin insats i tredje och fjärde säsongen av The Crown (2019-2020), där han blev nominerad för en Emmy för Bästa gästskådespelare i en dramaserie.

## Privatliv
Dance är bosatt i norra London. Han gifte sig med Joanna Haythorn 1970 och de har två barn ihop. Oliver född 1974 och Rebecca född 1980. De skilde sig 2004. Han träffade sen Eleanor Boorman och fick en dotter döpt Rose 2012. De separerade kort efter.
Dance politiska åskådning är vänster. Under Brexit så stöttade han sidan som ville stanna i EU. Han tycker löner för anställda i vården ska öka och han kallade Boris Johnson för en "förvirrad pajas". Under Kriget mellan Hamas och Israel var han en av 2000 som skrev under för Artists for Palastine och krävde omedelbar eldupphör och anklagade västvärldens regeringar för att inte bara tolerera krigsbrott utan även hjälpa till i brotten.

## Filmografi (i urval)

### Film
| År   | Titel                           | Roll                       | Notering                         |
| ---- | ------------------------------- | -------------------------- | -------------------------------- |
| 1981 | Ur dödlig synvinkel             | Claus                      |                                  |
| 1985 | Till varje pris                 | Raymond Brock              |                                  |
| 1986 | The Golden Child                | Sardo Numspa               |                                  |
| 1987 | White Mischief                  | Josslyn Hay                |                                  |
| 1987 | God morgon Babylon              | Paolo och Vittorio Taviani |                                  |
| 1987 | Hidden City                     | James Richards             |                                  |
| 1988 | Pascali's Island                | Anthony Bowles             |                                  |
| 1992 | Alien 3                         | Clemens                    |                                  |
| 1992 | Kalkstein                       | Surveyor                   |                                  |
| 1993 | Den siste actionhjälten         | Mr. Benedict               |                                  |
| 1993 | Century                         | Professor Mandry           |                                  |
| 1994 | China Moon                      | Rupert Munro               |                                  |
| 1994 | Kabloonak                       | Robert J. Flaherty         |                                  |
| 1994 | Shortcut to Paradise            | Quinn                      |                                  |
| 1995 | The Surgeon                     | Dr. Ed Mittlesbay          |                                  |
| 1996 | Space Truckers                  | Nabel / Macanudo           |                                  |
| 1996 | Michael Collins                 | Soames                     |                                  |
| 1997 | The Blood Oranges               | Cyril                      |                                  |
| 1998 | What Rats Won't Do              | Gerald                     |                                  |
| 1998 | Hilary & Jackie                 | Derek Du Pré               |                                  |
| 1999 | Don't Go Breaking My Heart      | Frank                      |                                  |
| 2001 | Gosford Park                    | Raymond Stockbridge        |                                  |
| 2001 | Jurij                           | Padre di Jurij             |                                  |
| 2001 | Det djupa blå                   | Bentley                    |                                  |
| 2002 | Black and White                 | Roderic Chamberlain        |                                  |
| 2002 | Ali G Indahouse                 | David Carlton              |                                  |
| 2003 | Swimming Pool                   | John Bosload               |                                  |
| 2003 | Labyrinth                       | Charles Lushington         |                                  |
| 2003 | City and Crimes                 | Cox Williams               |                                  |
| 2004 | Lavendelflickorna               |                            | Enbart regi, manus och producent |
| 2006 | Scoop                           | Mr. Malcolm                |                                  |
| 2006 | Twice Upon a Time               | Ceremonimästare            |                                  |
| 2006 | Starter for 10                  | Michael Harbinson          |                                  |
| 2007 | The Contractor                  | Andrew Windsor             |                                  |
| 2007 | Intervention                    | Privatdetektiv             |                                  |
| 2010 | Paris Connections               | Aleksandr Borinski         |                                  |
| 2010 | The Commuter                    | Trafikvärd                 | Kortfilm                         |
| 2011 | Ironclad                        | Langton                    |                                  |
| 2011 | Your Highness                   | Kung Tallious              |                                  |
| 2011 | There Be Dragons                | Monsignor Solano           |                                  |
| 2012 | Midnattsbarnen                  | William Methwold           |                                  |
| 2012 | Underworld: Awakening           | Thomas                     |                                  |
| 2012 | St George's Day                 | Trenchard                  |                                  |
| 2013 | Patrick                         | Doktor Roget               |                                  |
| 2013 | Justin och de tappra riddarna   | Legantir                   | Röstroll                         |
| 2014 | Viy                             | Lord Dudley                | Krediterad på ryska              |
| 2014 | Dracula Untold                  | Vampyr                     |                                  |
| 2014 | The Imitation Game              | Alastair Denniston         |                                  |
| 2015 | Victor Frankenstein             | Baron Frankenstein         |                                  |
| 2015 | Michiel de Ruyter               | Charles II                 |                                  |
| 2015 | Woman in Gold                   | Sherman                    |                                  |
| 2015 | Child 44                        | Major Grachev              |                                  |
| 2016 | Pride and Prejudice and Zombies | Mr. Bennet                 |                                  |
| 2016 | Me Before You                   | Stephen Traynor            |                                  |
| 2016 | Ghostbusters                    | Harold Filmore             |                                  |
| 2016 | Despite the Falling Snow        | Gamla Alexander            |                                  |
| 2016 | Underworld: Blood Wars          | Thomas                     |                                  |
| 2017 | Euphoria                        | Mr. Daren                  |                                  |
| 2017 | That Good Night                 | Besökare                   |                                  |
| 2018 | Johnny English Strikes Again    | Agent Seven                | Cameo                            |
| 2018 | Happy New Year, Colin Burstead  | Bertie                     |                                  |
| 2019 | Godzilla: King of the Monsters  | Alan Jonah                 |                                  |
| 2019 | Viy 2: Journey to China         | Lord Dudley                |                                  |
| 2019 | Fanny Lye Deliver'd             | John Lye                   |                                  |
| 2020 | The Book of Vision              | Johan Anmuth               |                                  |
| 2020 | Mank                            | William Randolph Hearst    |                                  |
| 2021 | The King's Man                  | Lord Kitchener             |                                  |
| 2022 | Against the Ice                 | Neergaard                  |                                  |
| 2022 | The Hanging Sun                 | Jacob                      |                                  |
| 2024 | The First Omen                  | Fader Harris               |                                  |
| 2024 | Rumours                         | Edison Wolcott             |                                  |

### TV
| År        | Titel                                     | Roll                                | Notering                                          |
| --------- | ----------------------------------------- | ----------------------------------- | ------------------------------------------------- |
| 1974      | Father Brown                              | Neil O'Brien                        | Avsnitt: "The Secret Garden"                      |
| 1974      | The Inheritors                            | Simon Leadbetter                    | Avsnitt: "Fathers and Sons"                       |
| 1975      | Edward the Seventh                        | Prince Eddy                         | 2 avsnitt                                         |
| 1977      | Raffles                                   | Teddy Garland                       | Avsnitt: "Mr. Justice Raffles"                    |
| 1980      | Play for Today                            | Colin                               |                                                   |
| 1982      | Nancy Astor                               | Edward Hartford-Jones               | Avsnitt: "Guest for The Weekend"                  |
| 1983      | The Professionals                         | Parker                              | Avsnitt: "The Ojuka Situation"                    |
| 1984      | Juvelen i kronan                          | Guy Perron                          | 5 avsnitt                                         |
| 1984      | The Secret Servant                        | Harry Maxim                         |                                                   |
| 1984      | Play for Today                            | John Turman                         | Avsnitt: "Rainy Day Women"                        |
| 1985      | Time for Murder                           | James Latimer                       | Avsnitt: "This Lightning Always Strikes Twice"    |
| 1987      | Out on a Limb                             | Gerry Stamford                      | 2 avsnitt                                         |
| 1987      | Tales of the Unexpected                   | Robert Smythe                       | Avsnitt: "Skeleton in the Cupboard"               |
| 1988      | First Born                                | Edward Forester                     | 3 avsnitt                                         |
| 1989      | Goldeneye: The Secret Life of Ian Fleming | Ian Fleming                         | 2 avsnitt                                         |
| 1989      | På farligt uppdrag                        | Premiärminister                     | Avsnitt: Command Performance"                     |
| 1990      | Fantomen på Stora operan                  | Erik/Fantomen                       | 2 avsnitt                                         |
| 1997      | Rebecca                                   | Maxim de Winter                     | 2 avsnitt                                         |
| 2000      | Mysteries of the Real Sherlock Holmes     | Sir Henry Carlyle                   | Avsnitt: "The Dark Beginnings of Sherlock Holmes" |
| 2000      | Randall & Hopkirk (Deceased)              | Kenneth Crisby                      | Avsnitt: "Drop Dead"                              |
| 2002      | Foyle's War                               | Guy Spencer                         | Avsnitt: "The White Feather"                      |
| 2005      | Fingersmith                               | Mr. Lilly                           | 2 avsnitt                                         |
| 2005      | Bleak House                               | Mr. Tulkinghorn                     | 12 avsnitt                                        |
| 2005      | To the End of the Earth                   | Sir Henry Somerset                  | Avsnitt: "Close Quarters"                         |
| 2005      | Last Rights                               | Richard Wheeler                     | 3 avsnitt                                         |
| 2006      | Marple: By the Pricking of My Thumbs      | Septimus Bligh                      | Avsnitt: "By the Pricking of My Thumbs"           |
| 2007      | Fallen Angel                              | David Byfield                       | 3 avsnitt                                         |
| 2009      | Merlin                                    | Aredian                             | Avsnitt: "The Witchfinder"                        |
| 2009      | Trinity                                   | Dr. Edmund Maltravers               | 8 avsnitt                                         |
| 2010      | Going Postal                              | Havelock Vetinari                   | 2 avsnitt                                         |
| 2010-2015 | Rosamunde Pilcher's Shades of Love        | Edmund Aird                         | 4 avsnitt                                         |
| 2011-2015 | Game of Thrones                           | Tywin Lannister                     | 27 avsnitt                                        |
| 2011      | Neverland                                 | Dr. Richard Fludd                   | Avsnitt: "Part 1"                                 |
| 2012      | Secret State                              | John Hodder                         | 4 avsnitt                                         |
| 2012      | Strike Back: Vengeance                    | Conrad Knox                         | 10 avsnitt                                        |
| 2014      | The Great Fire                            | Lord Denton                         | 4 avsnitt                                         |
| 2015      | Childhood's End                           | Karellen                            | 3 avsnitt                                         |
| 2015      | Deadline Gallipoli                        | General Ian Hamilton                | 2 avsnitt                                         |
| 2015      | Och så var de bara en                     | Lawrence Wargrave                   | 3 avsnitt                                         |
| 2018      | The Woman in White                        | Mr. Fredrick Fairlie                | 4 avsnitt                                         |
| 2018      | Hang Ups                                  | Jeremy Pitt                         | 4 avsnitt                                         |
| 2018      | The Little Drummer Girl                   | Kommendör Picton                    | 2 avsnitt                                         |
| 2019      | The Widow                                 | Martin Benson                       | 7 avsnitt                                         |
| 2019-2020 | The Crown                                 | Louis, Earl of Mountbatten of Burma | 5 avsnitt                                         |
| 2020      | The Singapore Grip                        | Mr. Webb                            | Avsnitt: "Singapore for Beginners"                |
| 2022      | The Sandman                               | Roderick Burgess                    | Avsnitt: "Sleep of the Just"                      |
| 2022      | The Serpent Queen                         | Påve Clemens VII                    | 2 avsnitt                                         |
| 2022      | This England                              | Max Hastings                        | Avsnitt: "#1.1"                                   |
| 2023      | Rabbit Hole                               | Ben Wilson                          | 8 avsnitt                                         |

### Teater
| År        | Titel                         | Roll              | Teater                      |
| --------- | ----------------------------- | ----------------- | --------------------------- |
| 1971      | Toad of Toad Hall             | Badger            |                             |
| 1972      | Tiggarens opera               | Wat Dreary        | Chichester Festival Theatre |
| 1972      | Så tuktas en argbigga         | Philip            | Chichester                  |
| 1973      | Tre systrar                   | Soliony           | Greenwich Theatre, London   |
| 1973      | Hans Kohlhaus                 | Meissen           | Greenwich Theatre, London   |
| 1973      | Born Yesterday                | Hotel Manager     | Greenwich Theatre, London   |
| 1974      | Saint Joan                    | Baudricourt       | Oxford Festival             |
| 1974      | Törnrosa                      | Prinsen           |                             |
| 1975      | Hamlet                        | Fortinbas         | The Other Place, Stratford  |
| 1975      | Perkin Warbeck                | Hialas            | The Other Place, Stratford  |
| 1975      | Richard III                   | Catesby           | The Other Place, Stratford  |
| 1975      | Henrik V                      | Henrik V          | Glasgow och New York        |
| 1975      | Henrik IV                     | John of Lancaster | The Other Place, Stratford  |
| 1976      | Hamlet                        | Reynaldo          | The Roundhouse, London      |
| 1976      | Henrik IV                     | John of Lancaster | Aldwych Theatre, London     |
| 1977      | Travesties                    | Henry Carr        | Leeds Playhouse             |
| 1977      | Som ni behagar                | Oliver            | The Other Place, Stratford  |
| 1977      | Henrik V                      | Scroop            | The Other Place, Stratford  |
| 1977      | Henrik VI                     | Buckingham        | The Other Place, Stratford  |
| 1977      | Coriolanus                    | Volscian Löjtnant | The Other Place, Stratford  |
| 1978      | Som ni behagar                | Oliver            | Aldwych Theatre, London     |
| 1978      | Henrik VI                     | Buckingham        | Aldwych Theatre, London     |
| 1978      | The Jail Diary of Albie Sachs | Vislande vakt     | Donmar Warehouse, London    |
| 1978      | Coriolanus                    | Tullus Aufidius   | Aldwych Theatre, London     |
| 1978      | The Women Pirates             | Blackie           | Aldwych Theatre, London     |
| 1978      | The Changeling                | Tomazo            | Aldwych Theatre, London     |
| 1979      | The Jail Diary of Albie Sachs | Freeman           | The Other Place, Stratford  |
| 1979      | Coriolanus                    | Tullus Aufidius   | Aldwych Theatre, London     |
| 1979      | Irma la Douce                 | Nestor            | Shaftesbury Theatre, London |
| 1980      | The Heiress                   | Morris Townsend   |                             |
| 1983      | Turning Over                  | Frank             | Bush Theatre, London        |
| 1989      | Coriolanus                    | Coriolanus        | Newcastle upon Tyne         |
| 1990      | Coriolanus                    | Coriolanus        | Barbican Centre, London     |
| 1998      | Tre systrar                   | Vershinin         | Birmingham Rep              |
| 1999      | Good                          | John Halder       | Donmar Warehouse, London    |
| 2000      | Lång dags färd mot natt       | James Tyrone      | Lyric Theatre, London       |
| 2001-2002 | The Play What I Wrote         | Gästskådespelare  | Wyndham's Theatre, London   |
| 2005      | Celebration                   | Richard           | Gate Theatre, Dublin        |
| 2006      | The Exonerated                |                   | Riverside Studios, London   |
| 2006      | Eh Joe                        | Joe               | Parade Theatre, Sydney      |
| 2007-2008 | Shadowlands                   | C.S. Lewis        | Novello Theatre             |